# فأر قزمي جنوبي
فأر قزمي جنوبي (الاسم العلمي:Baiomys musculus) هو نوع من الحيوانات يتبع جنس فأر قزمي من فصيلة الفأرية.